# Gasparo Tagliacozzi
Gasparo Tagliacozzi (Bolonya, 1545/6 — 7 de novembre de 1599) va ser un metge italià. Va ser professor universitari i se'l considera un pioner en la cirurgia cutània, i especialment en la rinoplàstia i la cirurgia reconstructiva.